# Stadsholmens kulturhusstipendium
Stadsholmens kulturhusstipendium är en utmärkelse som sedan 1998 har delats ut av AB Stadsholmen, ett dotterbolag till Svenska Bostäder i Stockholm. Priset tilldelas för insatser som rör utveckling av förvaltningsfrågor, byggnadshistorik, stadsbyggnadshistorik eller restaureringsteknik. Stipendiet kallas också Stadsholmens kulturpris.
Pristagarna utses av en jury med representanter från Stadsholmen och Samfundet S:t Erik. Priset delas ut cirka vart femte år och prissumman är på 50 000 kronor.

## Pristagare
- 1998: Börje Larsson, restaureringsarkitekt och Sven-Erik Sihlberg, målarmästare.[2]
- 2003: Ove Hidemark, arkitekt och Krister Berggren, civilingenjör.[2]
- 2009: Jonas Blom, fastighetsförvaltare.[2][4]
- 2016: Laila Reppen och Cecilia Björk, båda arkitekter och författare.[2][5]
- 2022: Olle Rydh och Erik Kjellander, plåtslagare.[1][6]